# 本內蘇鐵目
本內蘇鐵目（Bennettitales）是擬蘇鐵門（Cycadeoidophyta）下唯一一目，其下所有植物都已經滅絕。這一類種子植物最早出現在三疊紀，絕大多數在白堊紀晚期滅絕，只有很少數在漸新世時還存活著。這部分幸存者的化石發現于澳大利亞東部及塔斯馬尼亞島上。 
本內蘇鐵是中生代最常見的種子植物之一，其植株形態為灌木狀或如蘇鐵般的棕櫚狀。從外觀上看，本內蘇鐵的葉和蘇鐵類植物極為相似，其和蘇鐵的主要區別為更複雜的花狀生殖器官，且其中一些可能是依靠昆蟲授粉的。
其下有兩個科，擬蘇鐵科（Cycadeoidaceae）的植物有著短粗的樹幹，威氏蘇鐵科（Williamsoniaceae）的植物樹幹則更為細長。因爲傳粉方式具有很高的相似性，他們有時會被當作開花植物。其化石中齊墩果烷的含量也指向相同結果。但還有説法指該目植物與蘇鐵、松柏和銀杏有著更接近的特徵。

## 外部連接
- Gymnosperms （页面存档备份，存于）
- Lecture Notes on Mesozoic Mesophytic Communities （页面存档备份，存于）
- Weblinks to articles about the Bennettitales （页面存档备份，存于）